# Gazzosa alla menta
Gazzosa alla menta (Diabolo menthe) è un film del 1977 diretto da Diane Kurys.

## Trama
Il passaggio dall'infanzia all'adolescenza di due sorelle nella Francia degli anni sessanta.